# Boet (escultor)
Boet (en llatí Boethus, en grec antic Βοηθός) fou un escultor i gravador grec de Calcedònia d'època indeterminada.
Plini el Vell elogia la seva habilitat en els baix relleus i en les escultures. Per una lectura dubtosa entre Καρχηδόνιος i Καλχήδονιος se l'ha suposat també nadiu de Cartago i de fet Pausànias ho afirma, però no sembla probable.